# Forêt de Pamber et Silchester Common
La forêt de Pamber et Silchester Common forment un site naturel protégé par la désignation britannique de site d'intérêt scientifique particulier.
Le site se trouve à Tadley dans le Hampshire et s’étend sur une surface de 341,7 hectares (844,359086877 acres),.
Pamber Forest et Upper Inhams Copse sont gérés par le Hampshire and Isle of Wight Wildlife Trust. La forêt de Pamber est aussi désignée comme réserve naturelle locale, autre désignation britannique qui confère une protection moindre cependant.
La forêt de Pamber est constituée de taillis de noisetiers et de chênes. À l'extrémité sud de la réserve se trouvent des plantes associées aux forêts anciennes, telles que l'orpin, la prêle des bois, le muguet, la jonquille sauvage et la rare fougère des montagnes.
La forêt compte plus de quarante espèces rares ou peu communes en Grande-Bretagne.